# Isla de Tierra
La isla de Tierra es una isla que forma junto con la isla de Mar y el peñón de Alhucemas, el archipiélago de las islas Alhucemas, una de las plazas de soberanía de España. Tanto la isla de Tierra como la de Mar se encuentran deshabitadas y no tienen ninguna edificación.
La isla de Tierra asciende hasta unos once metros sobre el nivel del mar. Está a unos cincuenta metros de las playas marroquíes. Ambas islas están situadas a pocos metros de la playa de Sfiha, y gozaban de gran reputación entre los veraneantes como trampolín y zona de juegos.
Desde los sucesos de la isla de Perejil, fueron cercadas con alambre de espino. Desde entonces se ha formado un núcleo reproductor de gaviota de Audouin gracias a la tranquilidad que se le garantiza.
En septiembre de 2012 un grupo de inmigrantes ilegales llega al peñón, aprovechando la cercanía a las costas marroquíes de las que se puede llegar fácilmente a nado. Las autoridades españolas recogieron a los menores y a las madres embarazadas y los llevaron a Melilla, el resto fueron deportados a Marruecos.
La expulsión que las autoridades españolas realizaron por «vía de hecho» vulnera, según diversas organizaciones de la sociedad civil como APDHA, la legislación española en materia de asilo y el procedimiento de devolución previsto en la normativa de extranjería, así como las convenciones internacionales en materia de asilo.